# 너의 갈림길 / 꿈의 문
〈너의 갈림길/꿈의 문〉(일본어: 君が辻/夢の扉 키미가츠지 / 유메노토비라[*])은 일본의 아이돌 그룹 사타안다기의 5번째 싱글이다. 2011년 8월 10일에 포니캐년을 통해 발매되었다.

## 수록곡

### CD
1. 君が辻(너의 갈림길)
2. 夢の扉(꿈의 문)
3. 君が辻 (カラオケ)
4. 夢の扉 (カラオケ)